# DJ Oji
Oji Morris, plus connu sous le pseudonyme de DJ Oji, est un DJ, producteur et remixeur de deep house américain. Il est cofondateur du label Poji Records.

## Biographie
Né en 1970, Oji Morris a grandi dans le quartier de Brooklyn à New-York, où il a pu découvrir la musique house en voyant jouer les plus grands DJs de l'époque, tels Larry Levan, Tony Humphries et Louie Vega. Il devient lui-même DJ à l'âge de 14 ans. À l'âge de 17 ans, il déménage à Baltimore pour continuer ses études à la Morgan State University, où il obtient un diplôme en Business Management. En 1988, il y fera la connaissance de Brian Pope, alias DJ Pope, avec qui il formera le groupe Brothers in the Struggle et fondera le label Poji Records en 1994. Il est ami de longue date avec Ultra Naté, Charles Dockins et les Basement Boys, avec qui il aura l'occasion de travailler. Il est aussi le cousin de T-Kolai.
Actuellement, DJ Oji est DJ résident dans les clubs DC Sanctuary et Club Red à Washington, DC et joue le premier vendredi de chaque mois au club Sugar à Baltimore, dans les fêtes baptisées Spiritual Journey, dont Ultra Naté est le promoteur.

## Discographie

### Singles
- 1994 Original Man (Poji Records)
- 1995 Oji Disco (Poji Records)
- 1997 The Paradox EP (Basement Boys Records)
- 1997 Tales From The Black Lagoon (Pittsburgh Soul Recordings)
- 1999 Gotta Feel The Musick, avec DJ Pope (Poji Records)
- 2000 Deep Into The Vibe Of House / Set Our Souls Free (Poji Records)
- 2001Jus' Rock Me / It's Gonna Happen (Poji Records)
- 2001 We Lift Our Hands In The Sanctuary, avec Una (SancSoul Records)
- 2002 Soul Funky EP (Poji Records)
- 2002 House Music! It Lifts You Up (Poji Records)
- 2003 Dance All Nite (Bumpin City Records)
- 2003 Happiness (Poji Records)
- 2003 I'm Feelin' U, avec Una  (Poji Records)
- 2004 He's My DJ, avec Una  (King Street Sounds)
- 2004 Nobody, avec Una ( West End Records)
- 2004 Soul Underground, avec Una (Poji Records)
- 2005 Esteban, avec Una (Ibadan Records)
- 2005 Everything U Want, avec Carolyn Victorian (King Street Sounds)
- 2006 Footsteps Of Phire (Ibadan Records)
- 2006 Spiritual Journey (Poji Records)
- 2007 Sax You / Non-Believers (Nitegrooves)
- 2007 The Afronauts, avec DJ Buzzard (Code Red Recordings)

### Album
- 1995 Spiritual Journey (Poji Records)

### Remixes
- 2005 DJ Spen & Karizma - 4 The Luv (Code Red Recordings)
- 2006 DJ Pope & Lynette Smith - Addicted (King Street Sounds)

## Anecdote
Oji veut dire homme noir fort en nigérien.